# 女性向けゲーム
女性向けゲーム（じょせいむけゲーム）は、女性をターゲットに作られたゲームを指す。「乙女ゲーム」、「男女兼用恋愛ゲーム」などの恋愛をテーマにしたものが主な例だが、女性向けゲーム＝恋愛ゲームというわけではない。携帯電話ゲームの分野では、恋愛ゲームのほかに（キャバ嬢育成など）「女子力を磨く」タイプのシミュレーションゲームが支持を得ている。

## 女性向けゲーム雑誌
- B's LOG
- Cool-B
  - Cool-B増刊 Sweet Princess（乙女ゲーム専門雑誌）
- ゲームピアス
- 電撃Girl's Style
- Girls-Style（web）
- キャラパフェ（子供用の女性向けゲーム&キャラクター雑誌）